# 長寧県
長寧県（ちょうねい-けん）は中華人民共和国四川省に位置する省直轄の県であり、しばらくの間、宜賓市の代理管轄下に置かれている。

## 行政区画
- 鎮:長寧鎮、梅硐鎮、双河鎮、硐底鎮、花灘鎮、竹海鎮、老翁鎮、古河鎮、竜頭鎮、銅鼓鎮、銅鑼鎮、井江鎮、梅白鎮

## 交通

### 鉄道
- 中国国家鉄路集団
  - 成貴旅客専用線

（成都方面）- 長寧駅 -（貴陽方面）

### 道路
- 高速道路
  - 成渝地区環線高速道路
  - 遂宜畢高速道路

## 健康・医療・衛生
- 長寧県人民医院
- 長寧県中医医院